# Línea Púrpura (Metro de Filadelfia)
La Línea Norristown High Speed (NHSL) o Línea Púrpura es una línea interurbana operada entre Upper Darby y Norristown, Pensilvania, Estados Unidos por SEPTA. La línea opera completamente en su propia vía con derecho de vía, heredada de la línea del Philadelphia and Western Railroad (aún referida por los locales como la "antigua P&W" y Ruta 100).
La línea Norristown High Speed es única en su combinación de tecnologías de transporte. Originalmente encargada como un ferrocarril a vapor, la línea está totalmente a desnivel, está electrificada con un tercer riel, y cuenta con plataformas de alto nivel muy común en los sistemas de tránsito rápido, además también cuenta con recaudación de boletos a bordo, aunque la mayoría son de un solo coche, y paradas más frecuentes muy común en los sistemas de tren ligero. Anteriormente, la línea Norristown High Speed estaba planeada a ser una línea de tren ligero, según un reporte de presupuesto en 2008  hecho por SEPTA; sin embargo, la línea es actualmente considerada como una línea de tránsito rápido interurbano, según un reporte de negocios en 2009 por el SEPTA.
La línea era anteriormente conocida como la  Ruta 100 pero oficialmente cambió de nombre en 2009 como parte de una iniciativa de servicio al cliente del SEPTA.

## Estaciones
| Millaje | Estación                         | Zona  | Municipio    | Condado    |
| ------- | -------------------------------- | ----- | ------------ | ---------- |
| 0.0     | 69th Street Terminal             | 1     | Upper Darby  | Delaware   |
| 0.7     | Parkview                         | 1     | Upper Darby  | Delaware   |
| 1.4     | Township Line Road               | 1     | Haverford    | Delaware   |
| 1.9     | Penfield                         | 1     | Haverford    | Delaware   |
| 2.5     | Beechwood–Brookline              | 1     | Haverford    | Delaware   |
| 3.1     | Wynnewood Road                   | 1     | Haverford    | Delaware   |
| 3.4     | Ardmore Junction                 | 1 y 2 | Haverford    | Delaware   |
| 3.9     | Avenida Ardmore                  | 1 y 2 | Haverford    | Delaware   |
| 4.5     | Haverford                        | 1 y 2 | Haverford    | Delaware   |
| 5.4     | Bryn Mawr                        | 1 y 2 | Radnor       | Delaware   |
| 5.9     | Roberts Road                     | 2     | Radnor       | Delaware   |
| 6.4     | Garrett Hill                     | 2     | Radnor       | Delaware   |
| 6.8     | Stadium – Avenida Ithan          | 2     | Radnor       | Delaware   |
| 7.0     | Villanova                        | 2     | Radnor       | Delaware   |
| 7.9     | Radnor                           | 2     | Radnor       | Delaware   |
| 8.6     | County Line                      | 2     | Lower Merion | Montgomery |
| 9.4     | Matsonford                       | 2     | Lower Merion | Montgomery |
| 10.3    | Gulph Mills                      | 2     | Upper Merion | Montgomery |
| 11.0    | Hughes Park                      | 2     | Upper Merion | Montgomery |
| 12.3    | Calle DeKalb                     | 2     | Bridgeport   | Montgomery |
| 12.8    | Bridgeport                       | 2     | Bridgeport   | Montgomery |
| 13.4    | Norristown Transportation Center | 2     | Norristown   | Montgomery |